# آبشار ازنادر
آبشار ازنادر یا آبشار دره اسپر یکی از آبشارهای زیبای شهر دورود می‌باشد. این آبشار در روستایی به نام درهٔ اسپر از توابع شهر دورود و در ۷ کیلومتری شهر قرار گرفته است. اطراف آبشار را کوهستان عظیمی فرا گرفته و مملو از درختان است. آب آبشار از دل کوهستان فوران کرده و مسیر پر پیچ خمی را طی کرده و به صورت آبشار سرازیر می‌شود.